# ألبرتو سواريز
ألبرتو سواريز (بالإسبانية: Alberto Suárez)‏ (20 أكتوبر 1981 في إسبانيا - ) هو لاعب كرة قدم إسباني في مركز الهجوم. لعب مع ريال خاين وكولتورال ديبورتيفا ليونيسا ونادي إيبار وAstur CF ‏ وMarino de Luanco ‏ وReal Oviedo Vetusta ‏ وديبورتيفو ألافيس ب.

## وصلات خارجية
- ألبرتو سواريز على موقع قاعدة بيانات كرة القدم.إي يو (الإنجليزية)